# Pollenia similis
Pollenia similis este o specie de muște din genul Pollenia, familia Calliphoridae. A fost descrisă pentru prima dată de Jacentkovsky în anul 1941. Conform Catalogue of Life specia Pollenia similis nu are subspecii cunoscute.